# ベルリン地下鉄5号線
ベルリン地下鉄5号線（独: Linie U5）は、ベルリン地下鉄の路線である。本稿ではベルリン地下鉄55号線についても記述する。

## 概要
22.4kmの路線を有し、駅数は26駅である。ベルリン中央駅とベルリン東部のヘーノウ駅を結ぶ。
1930年12月21日、アレクサンダー広場駅 - フリードリヒスフェルデ駅間が開業。
第二次世界大戦後はベルリン地下鉄の路線のうち唯一全線が東側に属した。ベルリンの壁建設後も東ドイツ政府によって延伸工事が進められ、壁崩壊直前の1989年7月1日にヘーノウ駅まで開通した。開通当時はルーイ＝レヴィーン＝シュトラーセ駅およびヘーノウ駅は東ベルリン市外のフランクフルト（オーダー）県であったが、1990年のドイツ再統一の際にベルリンに編入された。
2009年8月8日にベルリン中央駅 - ブンデスターク駅 - ブランデンブルク門駅の3駅間1.8kmが、独立した路線・55号線として開業した。2020年12月4日、アレクサンダー広場駅 - ブランデンブルク門駅間の開業で両路線が結ばれ、以後全線が5号線として運行している。
運賃はベルリン中央駅 - フランクフルター・アレー駅間がZone A、マクダレーネンシュトラーセ駅 - ヘーノウ駅間がZone Bである。平日は5 - 10分間隔、土休日は5 - 15分間隔での運行が基本である。

## 駅一覧
- ベルリン中央駅
- ブンデスターク駅（ドイツ語版）
- ブランデンブルク門駅
- ウンター・デン・リンデン駅
- ムゼウムスインゼル駅（ドイツ語版）
- 赤の市庁舎駅（ドイツ語版）
- アレクサンダー広場駅
- シリングシュトラーセ駅（ドイツ語版）
- シュトラウスベルガー・プラッツ駅（ドイツ語版）
- ヴェーバーヴィーゼ駅（ドイツ語版）
- フランクフルター・トーア駅（ドイツ語版）
- ザマリーターシュトラーセ駅（ドイツ語版）
- ベルリン・フランクフルター・アレー駅（ドイツ語版）
- マクダレーネンシュトラーセ駅（ドイツ語版）
- ベルリン＝リヒテンベルク駅（ドイツ語版）
- フリードリヒスフェルデ駅（ドイツ語版）
- ティーアパルク駅（ドイツ語版）
- ビースドルフ＝ズュート駅（ドイツ語版）
- エルスターヴェルダアー・プラッツ駅（ドイツ語版）
- ベルリン＝ヴーレタール駅（ドイツ語版）
- カウルスドルフ＝ノルト駅（ドイツ語版）
- キーンベルク（ゲルテン・デア・ヴェルト）駅（ドイツ語版）
- コットブッサー・プラッツ駅 （ドイツ語版）
- ヘラースドルフ駅（ドイツ語版）
- ルーイ＝レヴィーン＝シュトラーセ駅（ドイツ語版）
- ヘーノウ駅（ドイツ語版）